# Ernst-Günther Baade
Ernst-Günther Baade (Falkenhagen, 20 augustus 1897 - Bad Segeberg, 8 mei 1945) was een Duitse officier en Generalleutnant tijdens de Tweede Wereldoorlog. Hij werd onderscheiden met het Ridderkruis van het IJzeren Kruis met Eikenloof en Zwaarden als erkenning voor de extreme dapperheid en/of succesvolle militaire leiderschap.

## Leven
Op 20 augustus 1897 werd Ernst-Günther Baade in Falkenhagen in de Kreis Ostprignitz/Pruisen geboren geboren.

### Eerste Wereldoorlog
Op 18 augustus 1914 meldde hij zich als zeventienjarige als Kriegsfreiwilliger  (oorlogsvrijwilliger) in de Deutsches Heer. Op 18 augustus 1914 werd Baade bij het 2. Pommersches Ulanen-Regiment Nr. 9 in Demmin geplaatst. Op 4 juni 1915 werd hij naar het reserve-eskadron van zijn stamregiment overgeplaatst. Nadat hij zich aan het Oostfront had onderscheiden, werd hij als Offiziersanwärter  (officierskandidaat) geselecteerd. Van 11 juli tot 28 augustus 1915 volgde Baade de 5e Fahnenjunker-leergang op het militair oefenterrein Döberitz. Na zijn terugkeer naar zijn regiment, werd hij op 16 januari 1916 door de Obermilitärkommission naar Berlijn gestuurd, waar hij voor zijn vaandrigsexamen slaagde. Vanaf 11 maart 1916 behoorde Baade tot het 1. Hannoversches Dragoner-Regiment „König Karl I. von Rumänien“ Nr. 9. Van 16 juli 1916 tot 31 augustus 1916 neemt Baade aan een officiersopleiding van het Garde-Reserve-Schützen-Bataillon deel. Op 22 augustus 1916 werd hij tot Leutnant bevorderd. Op 21 september 1916 volgde zijn overplaatsing naar het Kavallerie-Schützen-Regiment 2, waarmee hij aan de gevechten in de loopgraven voor Jakobstadt deel nam. Als gevolg van zijn bevordering tot Leutnant, werd hij bij het Dragoner-Regiment Nr. 9 geplaatst. Baade werd daar als ordonnansofficier bij de staf van de 231. Infanterie-Brigade  (231e Infanteriebrigade) ingezet. Op 1 juni 1918 raakte hij tijdens een gifgasaanval gewond, en werd naar een veldhospitaal Aarlon in Culm/West-Pruisen gebracht. Na zijn genezing was weer dienstfähig (goedgekeurd voor de dienst).

### Interbellum
In het voorjaar van 1920 tijdens de opbouw van het 200.000 man sterke overgangsleger, werd Baade uit de actieve dienst ontslagen, en in de reserve gezet. Op 1 april 1924 werd hij als Leutnant in de Reichswehr werd opgenomen. Daarbij werd de RDA (Rangdienstalter) op 1 december 1918 vastgesteld. Hij werd naar het 4. (Preuß.) Eskadron van het 14. Reiter-Regiment in Schleswig overgeplaatst. Vanwege de verdere inkrimping van de Reichsheer, werd hij op 15 mei 1920 weer uit de actieve dienst ontslagen. Het lukte hem om bijna vier jaar later weer gereactiveerd en aangesteld te worden, en hij werd vanaf 1 april 1924 bij het 14. Reiter-Regiment in Ludwigslust geplaatst. Op 1 december 1925 werd Baade tot Oberleutnant bevorderd. Van 1 oktober 1926 tot 20 februari 1927 volgde hij de 4e leergang aan de wapenschool voor officieren in Dresden. Vanaf 1 oktober 1927 werd Baade voor twee jaar naar de cavalerieschool in Hannover gecommandeerd. Voor het aflopen van het tweede jaar aan de cavalerieschool, diende hij een verzoek in om naar een andere eenheid overgeplaatst te worden. Met terugwerkende kracht vanaf 1 oktober 1929 werd Baade bij de 5e Eskadron van het 10. (Preußisches) Reiter-Regiment in Züllichau geplaatst. Bij deze eenheid werd hij als opleidingsofficier ingezet. In april 1930, na een vakantie in Frankrijk, slaagde hij voor een militair districtsexamen. Op 22 juli 1932 nam Baade als ruiter aan een internationale paardenshow in Den Haag deel. Met ingang van 1 oktober 1932 werd hij naar de cavalerieschool in Hannover gestuurd. Daar werd hij als specialist van de springschool ingezet. Op 1 augustus 1933 werd Baade tot Rittmeister bevorderd. Als burger en springruiter nam Baade aan toernooien in Aken en Verden deel. Op 1 oktober 1934 werd hij tot chef van het 1e Eskadron van het Reiter-Regiment Nr. 3 in Rathenow benoemd. Door de naamsverandering van het regiment, werd Baade nogmaals tot chef van het Kavallerie-Regiment 3 benoemd. Van 13 december 1934 tot 22 december 1934 nam hij verlof om aan de jacht in Ierland deel te nemen. Op 16 september 1935 nam hij als commandant van een eskadron van het Reiter-Regiment 3 aan de Rijkspartijdag in Neurenberg deel. Daar nam hij met 200 ruiters en een trompettenkorps aan een parade voor de hoge officieren van de Wehrmacht en de NSADP deel. Op 1 augustus 1937 werd Baade tot Major bevorderd. Vanaf 6 januari 1939 tot 16 februari 1939 werd hij naar de Heeres-Gasschutzschule gecommandeerd. Tijdens de mobilisatie voor de Tweede Wereldoorlog van 26 augustus 1939, werd Baade tot commandant van de Aufklärungs-Abteilung 17 benoemd.

### Tweede Wereldoorlog
Tijdens de Poolse Veldtocht voerde Baade het commando over de Aufklärungs-Abteilung 17. Hij werd voor zijn aandeel in de Poolse Veldtocht, met de Herhalingsgesp bij IJzeren Kruis 1939, 2e Klasse onderscheiden. Na de veldtocht in Polen, werd hij tot commandant van het 1e bataljon van het Reiter-Regiment 22 in Königsbrück benoemd. Op 1 maart 1940 werd Baade tot Oberstleutnant bevorderd. Na zijn deelname aan het beveiligen van de Westwall. En de Slag om Frankrijk, waarin Baade tot La Rochelle doorstootte. Baade nam aan Operatie Barbarossa tegen de Sovjet-Unie deel. Op 15 augustus 1941 raakte hij zwaargewond, en werd na zijn herstel met ingang vanaf 30 september 1941 tot commandant van de Radfahr-Abteilung 1 benoemd. Op 2 november 1941 werd Bade met het Duits Kruis in goud onderscheiden. Na de omvorming van zijn afdeling in een Kradschützen-Bataillon (vrije vertaling: motorrijdersbataljon), werd Baade op 1 december 1941 tot commandant van het Kradschützen-Abteilung 4 benoemd. Op 6 maart 1942 gaf hij zijn commando weer af, en werd in het Führerreserve (OKH) geplaatst. Op 1 april 1942 werd hij tot Oberst bevorderd. Het bataljon wordt ingezet als onderdeel van de 24. Panzer-Division (24e Pantserdivisie in het Koersk- en Voronezj-gebied. Van 6 maart 1942 tot 15 april 1942 zat Baade in het Führerreserve. Op 1 april 1942 werd hij tot Oberst bevorderd, waarbij zijn RDA op 16 maart 1942 vastgesteld werd. Op 1 april 1942 werd hij naar de 15. Panzer-Division  (15e Pantserdivisie) overgeplaatst, dit duurde tot 30 april 1942. In Afrika werd Baade opgeleid om het commando over een Schützen-Regiment te gaan voeren. Op 15 april 1942 nam hij het commando het Schützen-Regiment 115 over, waarmee hij in Libië en Cyrenaica in ingezet werd. In juni 1942 was zijn regiment in zware verdedigingsgevechten verwikkelt, waarin Oberst Baade herhaaldelijke succesvolle tegenaanvallen uitvoerde. Daarna nam het regiment aan de aanval op Bir Hakeim deel. Op 27 juni 1942 werd hij voor zijn aandeel met het Ridderkruis van het IJzeren Kruis voor de succesvolle verovering van de vesting van Bir Hakeim onderscheiden. Na de hernoeming van het regiment in het Panzergrenadier-Regiment 115, bleef hij de commandant. Op 28 juli 1942 werd Baade in de El-Alamein-stelling, door een artillerieaanval verwond, en moest naar een veldhospitaal in Rome gevlogen worden. Na zijn genezing, werd hij van 1 augustus 1942 tot 23 april 1943 in het Führerreserve geplaatst. Vanaf 1 december 1942 tot 22 april 1942 werd hij als stafofficier naar het Duitse Generalkommando in het Comando Supremo  gecommandeerd. Op 23 april 1943 werd Baade tot commandant van de Wehrmachtseinsatzstabes Italië benoemd. Na de landing van de geallieerden op Sicilië, en de aansluitende Duitse terugtocht, werd Baade op 14 juli 1943 tot Kampfkommandant in het commando "Deutscher Kommandant Messina-Strasse" benoemd. Hij was daarmee verantwoordelijk voor de evacuatie van de Duitse eenheden op Sicilië. Op 3 november 1943 werd hij m.d.st.F.b. ("mit der stellvertretende Führung beauftragt") (vrije vertaling: met het plaatsvervangend leiderschap belast) van de 15. Panzergrenadier-Division  (15e Pantserdivisie) belast. Op 28 oktober 1943 werd hij in het Führerreserve Italië geplaatst. Hij nam eind november 1943 nam voor twee weken het commando van de 65. Infanterie-Division  (65e Infanteriedivisie) op zich. Vanaf 11 februari 1944 kreeg hij het commando over de 90. Panzergrenadier-Division  (90e Pantsergrenadiers-divisie), deze werd in de Sacco vallei bij de Tiber ingezet, en eveneens bij Arezzo, en in het gebied rond Cassino. Voor de zware gevechten van de divisie in Zuid-Italië, en in het bijzonder de gevechten rond een bergkam in het gebied rond Cassino, waar Baade samen met een ordonnansofficier in een vooruit geschoven commandopost tussen de infanterie en de voorste artilleriebatterijen bemande, werd hij op 22 februari 1944 wegens persoonlijke dapperheid tijdens deze zware gevechten, in het Führerhauptquartier in Rastenburg met het Eikenloof bij het Ridderkruis van het IJzeren Kruis onderscheiden. Op 20 september 1944 werd hij tot Generalleutnant bevorderd. Voor de prestaties van de 90e Pantsergrenadiers-divisie, werd Baade op 16 november 1944 met Zwaarden bij het Ridderkruis van het IJzeren Kruis met Eikenloof onderscheiden. Van 10 december 1944 tot 13 januari 1945 zat hij in het Führerreserve. Op 5 januari 1945 nam hij aan de 3e leergang voor Kommandierender Generale in Hirschberg/Silezië deel. Van 13 januari 1945 tot 24 februari 1945 was hij in het Führerreserve geplaatst. Op 1 maart 1945 werd Baade met het plaatsvervangend leiderschap van de LVIII. Panzerkorps (81e Legerkorps) belast. Hij was voor een korte tijd (6 maart - 9 maart 1945) Kampfkommandant van Keulen. Op 9 maart 1945 neemt hij het commando van het 81e Legerkorps over, dat in een verdedigingssector aan de zuidkant van Düsseldorf tot aan de noordkant van Keulen zat. Op 13 maart 1945 beveelt de Opperbevelhebber van Heeresgruppe B  (Legergroep B), Model, Baade om zich onmiddellijk persoonlijk op het hoofdkwartier te melden, hierop meldde Baade zich ziek. Op 18 april 1945 werd Baade aan de staf van Oberbefehlshaber Nordwest  (Opperbevelhebber Noordwest) toegevoegd, maar hij trad niet aan.
Dood
Op 24 april 1945 werd Baade bij Gut Neverstaven/Holstein in zijn dienstauto door Britse laagvliegende vliegtuigen beschoten. Hierbij raakte hij door fosforschoten aan zijn nek en onderbeen gewond. Daarop werd hij naar een veldhospitaal in Bad Segeberg gebracht, waar hij op 8 mei 1945 door complicaties als gevolg van de fosfor, slechte verzorging (sepsis) en een overvol veldhospitaal stierf.

## Militaire carrière
- Generalleutnant: 20 september 1944[10] (RDA vanaf 1 augustus 1944[1][8][11])
- Generalmajor: 20 maart 1944[1][10] (RDA vanaf 1 februari 1944[8][11])
- Oberst: 1 april 1942[1][10] (RDA vanaf 16 maart 1942[8])
- Oberstleutnant: 1 maart 1940[1][8][9][10]
- Major: 1 augustus 1937[1][8][10]
- Rittmeister: 1 augustus 1933[1][3][8][10]
- Oberleutnant: 1 december 1925[1][3][8][10]
- Leutnant: 22 augustus 1916[1][3][10] (Patent vanaf 10 september 1916[8])
- Fähnrich: 28 mei 1916[1][10]
- Fahnenjunker: 11 juli 1915[1]
- Unteroffizier: 15 juni 1915[1][10]
- Kriegsfreiwilliger: 18 augustus 1914[3][10]

## Onderscheidingen
- Ridderkruis van het IJzeren Kruis met Eikenloof, Zwaarden (nr.111) op 16 november 1944 als Generalleutnant en Commandant van de 90. Panzergrenadier-Division[1][10][11][12][13][14]
- Ridderkruis van het IJzeren Kruis met Eikenloof (nr.402) op 22 februari 1944 als Oberst en Commandant van de 90. Panzergrenadier-Division[1][10][11][12][13][14]
- Ridderkruis van het IJzeren Kruis (nr.1026) op 27 juni 1942 als Oberst en Commandant van het Schützen-Regiment 115[1][9][10][11][12][13][14]
- Herhalingsgesp bij IJzeren Kruis 1939, 1e Klasse (5 juni 1940[1][10][12]) en 2e Klasse (18 september 1939[1][10][12])
- IJzeren Kruis 1914, 1e Klasse (24 december 1917[1][10][12]) en 2e Klasse (25 november 1916[1][10][12])
- Gewondeninsigne 1918 in zwart op 1 juli 1918[1][10][12]
- Gewondeninsigne 1939 in zilver[1][10][12][15] en goud?[10]
- Hanseatenkruis van Hamburg in mei 1918[12]
- Duits Kruis in goud op 2 november 1941 als Oberstleutnant in het I./Reiter-Regiment 22[8][12][13]
- Dienstonderscheiding van Leger en Marine, 2e Klasse (18 dienstjaren) op 2 oktober 1936[1][10][12]
- Erekruis voor Frontstrijders in de Wereldoorlog op 5 februari 1935[1][10][12]
- Mouwband Afrika[1][10][12]
- Sonderabzeichen für das Niederkämpfen von Panzerkampfwagen durch Einzelkämpfer in zilver[1] op 8 november 1943[10][12]
- Hij werd tweemaal genoemd in het Wehrmachtsbericht. Dat gebeurde op:
- 8 februari 1944[8][10][12][16] citaat Wehrmachtsbericht:

„Tijdens de zware meerdaagse gevechten ten noordwestelijk van Cassino, heeft de 44. Reichs-Grenadier-Division "Hoch- und Deutschmeister" onder leiding van Generalleutnant Franek met onder zich een bataljon van het Grenadier-Regiment (gemotoriseerd) 8 en een gevechtsgroep onder bevel van Oberst Baade, zich bijzonder onderscheiden.“
„In den harten mehrtägigen Abwehrkämpfen nordwestlich Cassino hat sich die 44. Reichsgrenadierdivision "Hoch- und Deutschmeister" unter Führung des Generalleutnants Franek mit einem unterstellten Bataillon des Grenadierregiments (mot.) 8 und einer Kampfgruppe unter Führung des Oberst Baade besonders ausgezeichnet.“
- 27 mei 1944[8][10][12][17] citaat Wehrmachtsbericht:

„Tijdens de gevechten van de afgelopen dagen, heeft de 90. Panzergrenadier-Division, die zichzelf al bij Cassino bewezen had, onder het bevel van Generalmajor Baade, met onder zijn bevel eenheden van het leger en de luchtmacht, zichzelf opnieuw uitzonderlijk onderscheiden.“
„In den Kämpfen der letzten Tage hat sich die schon bei Cassino bewährte 90. Panzergrenadierdivision unter Führung von Generalmajor Baade mit unterstellten Verbänden des Heeres und der Luftwaffe erneut besonders ausgezeichnet.“